# ニップル溝
ニップル溝（ニップルこう、英: Nippur Sulcus）は、木星の衛星ガニメデの溝である。
長さ1,425km、名前は古代メソポタミアの都市であるニップルに由来する。